# Рудолф Биргер
Рудолф Биргер (Темишвар, 31. октобар 1908 — 20. јануар 1980) био је румунски међународни фудбалер и тренер немачке националности током 1920-их и 1930-их година, који је један од ретких мушкараца који је учествовао у сваком од три предратна ФИФА-ина светска купа .
Биргер је играо фудбал за Рипенсију из Темишвара, први професионални тим у Румунији који је дошао до изражаја након 1932. године под управом Рудолфа Вецера  и био је јак 1930-их.
Вецер је био и капитен и тренер румунске репрезентације на Светском купу 1930. Биргер није играо на 2. Светском купу, али је наступао и у првом и у трећем издању такмичења.

## Трофеји
Чизенул Темишвар
- Прва лига Румуније у фудбалу (1): 1926–27

Рипенсиа Темишвар
- Прва лига Румуније у фудбалу (4): 1932–33, 1934–35, 1935–36, 1937–38
- Куп Румуније у фудбалу (2): 1933–34, 1935–36